# 双橋区 (重慶市)
双橋区（そうきょうく）は中華人民共和国重慶市にかつて存在した市轄区。

## 歴史
2011年に廃止され、大足区に統合された。

## 行政区画
下部に1街道、2鎮を管轄された。
- 街道:竜灘子街道
- 鎮:双路鎮、通橋鎮